# Shirley Temple

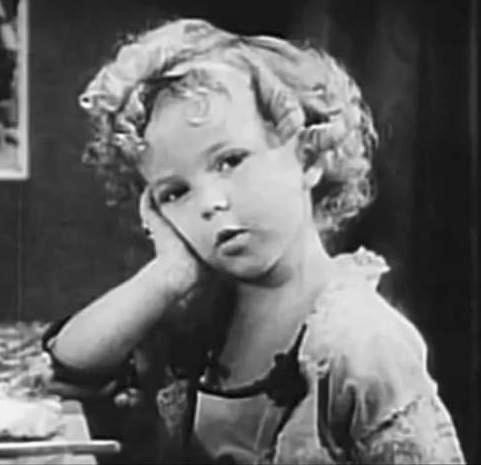
Shirley Temple i Glad Rags to Riches 1932.

Shirley Temple Black, född Shirley Temple den 23 april 1928 i Santa Monica, Kalifornien, död 10 februari 2014 i Woodside, Kalifornien, var en amerikansk skådespelare och diplomat. Temple inledde sin filmkarriär vid tre års ålder år 1932. Två år senare slog hon igenom internationellt i Flygets lilla fästmö (1934). Hon mottog 1935 en Barn-Oscar för "enastående bidrag på filmduken under år 1934". Filmframgångar som Lilla hjärtetjuven (1935) och Heidi (1937) följde sedan under 1930-talets senare hälft. Shirley Temples popularitet avtog under tonåren och hon medverkade fortsatt i några enstaka filmer, för att dra sig helt tillbaka från filmandet 1950, vid 22 års ålder.

## Biografi

### Filmkarriär
Shirley Temple föddes i Santa Monica, Kalifornien. En av hennes första filmroller var i musikalfilmen Flygets lilla fästmö från 1934, vilken även vann en Oscar. Hon medverkade i ett flertal filmer under 1930-talet, då hon var en av de största stjärnorna inom filmen. Det är troligt att hennes filmer räddade flera filmbolag från konkurs under depressionen.
Från början var rollen som Dorothy i filmen Trollkarlen från Oz 1939 tänkt för Temple, men den tillföll istället Judy Garland (Temple var då 11 och Garland 17 år). Våren 1942, då hon just fyllt 14 och inte längre var barnstjärna, kallades hon i Hollywoods PR i stället för tidernas yngsta glamourstjärna. Temple drog sig tillbaka från rampljuset i början av tjugoårsåldern. Senare medverkade hon i TV, men nådde inga större framgångar där. Mellan januari och december 1958 var Temple värd för en tv-serie för tevebolaget NBC, med namnet "Shirley Temple s Storybook". Shirley Temple agerade själv i tre av de sexton timslånga episoderna, och hennes son gjorde sin skådespelardebut i episoden, "Mother Goose", som sändes julen 1958.
Shirley Temple tog emot en Barn-Oscar 1935 och blev därmed historiens yngsta Oscarsvinnare, en titel som hon fortfarande innehar.
Då Temple var 16 år gifte hon sig med skådespelaren John Agar, med vilken hon fick en dotter. De skilde sig ganska snart och 1950 gifte hon sig med affärsmannen Charles Alden Black, som hon fick två barn tillsammans med.

### Senare karriär
Shirley Temple blev senare politiskt intresserad och hon gick med i Republikanska partiet. 1967 försökte hon bli invald i den amerikanska kongressen, vilket hon inte lyckades med. Hon fick istället flera diplomatuppdrag, då hon bland annat deltog vid flera internationella konferenser och möten som USA:s delegat. 1974–1976 var hon ambassadör i Ghana och 1989–1992 i Tjeckoslovakien. 1976 blev hon protokollchef för USA och var på denna post ansvarig för alla USA:s ceremonier, besök och gåvor till utländska dignitärer. Temple var även styrelsemedlem i flera stora företag såsom Walt Disney Company och Del Monte. 1998 tilldelades hon Kennedy Center Honors.

## Filmografi
- Baby Burlesks-serien
  - The Runt Page (1932)
  - War Babies (1932)
  - Glad Rags to Riches (1932)
  - Polly Tix in Washington (1932)
  - Pie Covered Wagon (1932)
  - Kid's Last Fight (1932)
  - Kid's in Hollywood (1932)
  - Kid's in Africa (1932)
- Merrily Yours (1932)
- Kid's Last Stand (1932)
- The Red-Haired Alibi (1932)
- What's to Do? (1933)
- As the Earth Turns (1933)
- Out All Night (1933)
- Dora's Dunking Doughnuts (1933)
- To the Last Man (1933)
- Managed Money (1934)
- Pardon My Pups (1934)
- Carolina (1934)
- Mandalay (1934)
- New Deal Rhythm (1934)
- Stand Up and Cheer! (1934)
- I ungdomens vår (1934)
- Little Miss Marker (1934)
- När New York sover (1934)
- Baby debuterar (1934)
- En äventyrare (1934)
- The Hollywood Gad-About (1934)
- Flygets lilla fästmö (1934)
- Lilla översten (1935)
- Familjens lilla solstråle (1935)
- Lilla hjärtetjuven (1935)
- Lilla rebellen  (1935)
- Kapten Januari  (1936)
- Lilla miljonärskan (1936)
- Min farfar och jag (1936)
- Stowaway (1936)
- Wee Willie Winkie (1937)
- Heidi (1937)

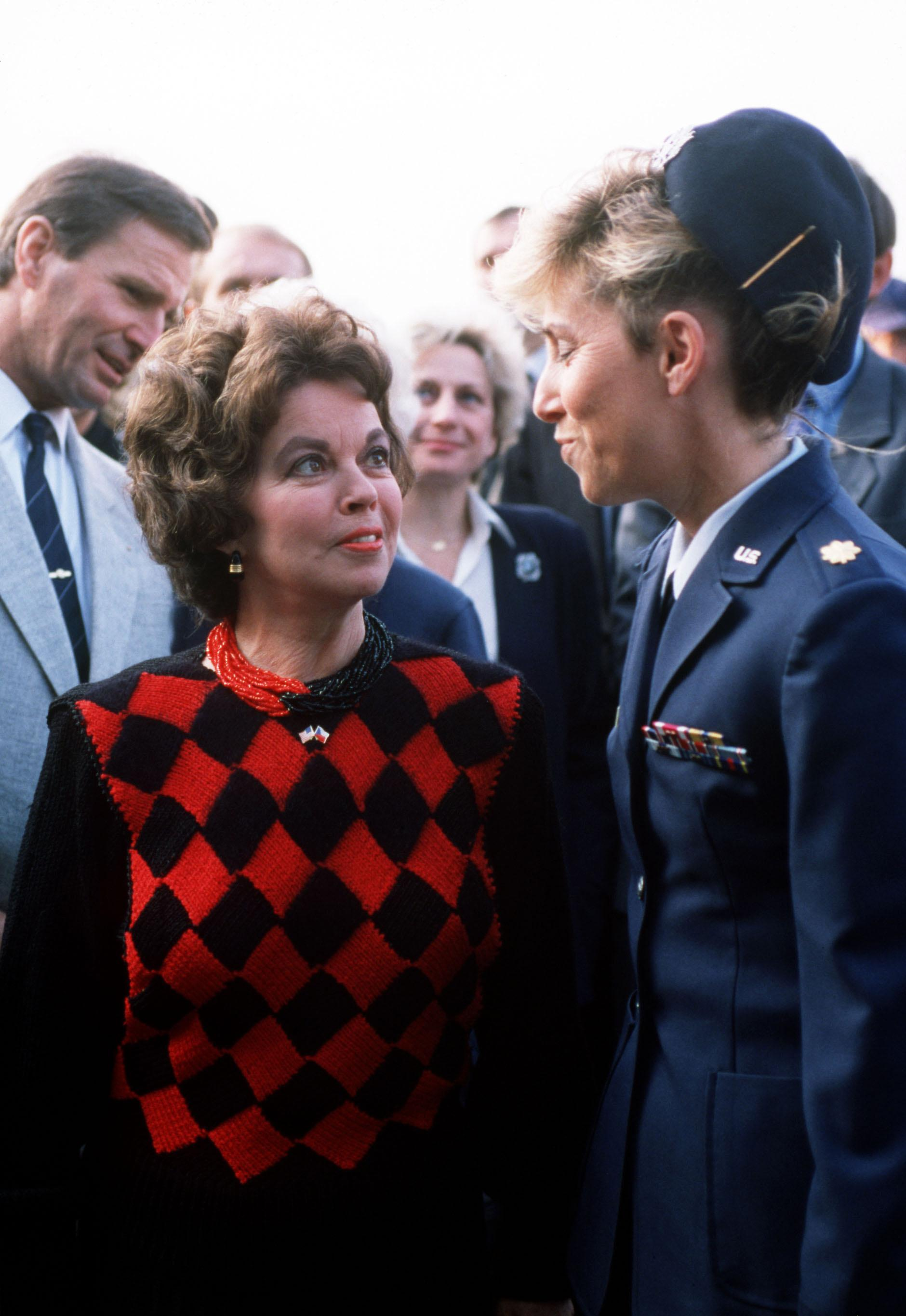
Shirley Temple Black, 1990, under sin tid som ambassadör i Prag.

- Ali Baba kommer till sta'n  (1937)
- Rebecca of Sunnybrook Farm (1938)
- Little Miss Broadway (1938)
- Friskt humör!  (1938)
- Lilla prinsessan (1939)
- Morska Susanna (1939)
- Fågel blå (1940)
- Unga människor (1940)
- Stora damen (1941)
- Our Girl Shirley (1942)
- Den första kärleken... (1942)
- Osynliga länkar (1944)
- Vi ses igen (1944)
- Kyssa och skvallra (1945)
- American Creed (1946)
- Smekmånad i Mexico (1947)
- Jag såg honom först! (1947)
- That Hagen Girl (1947)
- Indianöverfallet vid Fort Apache (1948)
- Alla tiders primus (1949)
- Adventure in Baltimore (1949)
- Allt för kärlek (1949)
- A Kiss for Corliss (1949)